# Dirk Schrade

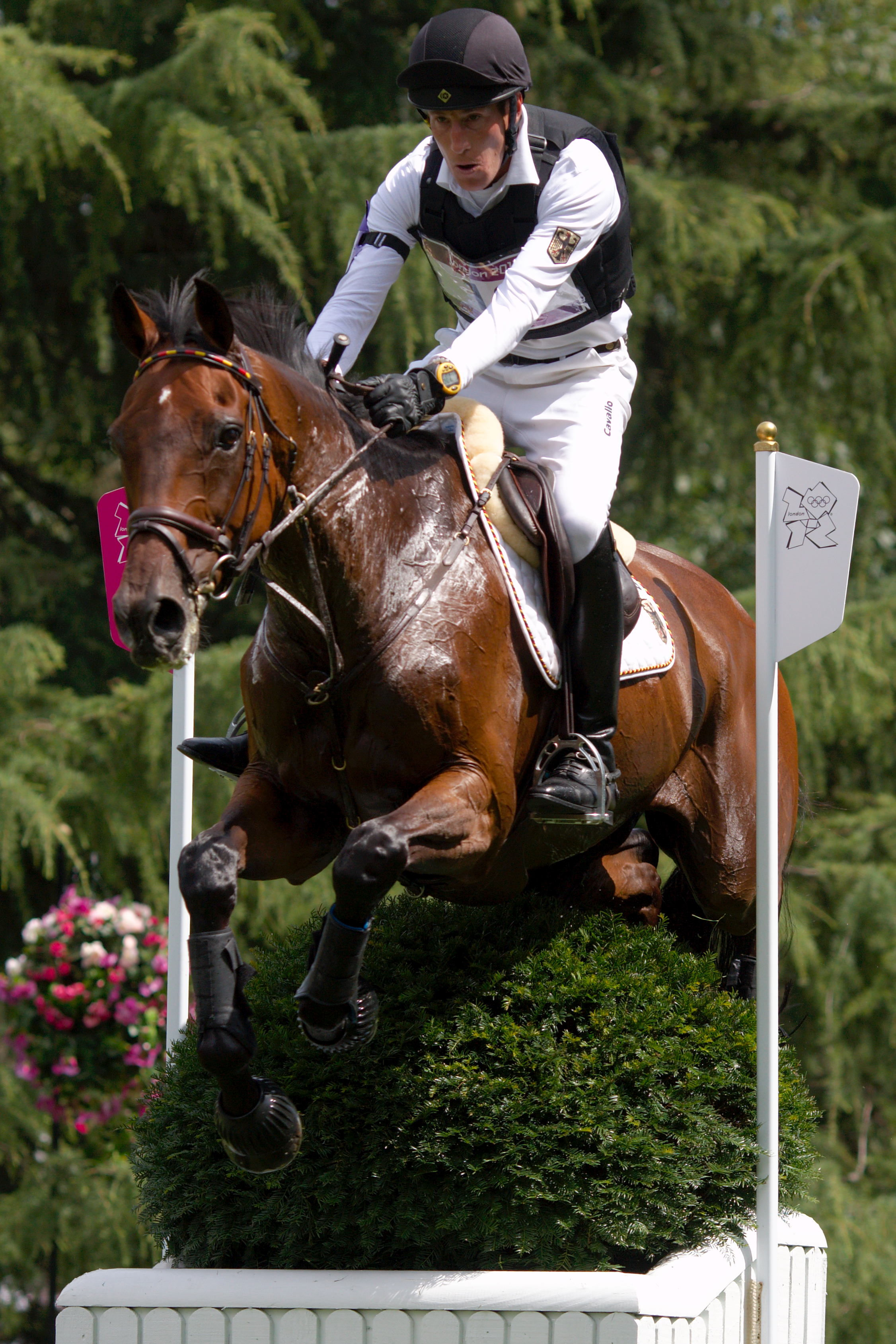
Dirk Schrade mit King Artus bei den Olympischen Spielen 2012

Dirk Schrade (* 29. Juni 1978 in Münsingen) ist ein deutscher Vielseitigkeitsreiter.
Schrade ist gelernter Bankkaufmann und Pferdewirtschaftsmeister. Er startet für den Ländlichen Zucht-, Reit- und Fahrverein Volmarstein.

## Werdegang
Dirk Schrade wurde in Münsingen geboren und wuchs im benachbarten Gomadingen auf. Er erlernte das Reiten von seinem Vater, der ihm im Alter von acht Jahren erstmals Reitunterricht auf dem Fohlenhof in Mehrstetten gab. Nachdem er zunächst auf einem Haflinger ritt, bekam er das Pony Chirocco zur Verfügung gestellt, mit dem er erste Turniererfolge erzielte und mit dem Vielseitigkeitsreiten begann. Mit diesem wollte er auch an den Deutschen Meisterschaften der Pony-Vielseitigkeitsreiter teilnehmen, Chirocco war jedoch jeweils zu den Meisterschaften kurzfristig nicht einsetzbar. Den Start bei den Pony-Meisterschaften holte er 1992 nach, mit Oweron, den er erstmals vier Tage vor der Meisterschaft ritt.
Aufgrund der begrenzten finanziellen Möglichkeiten der Familie war Schrade auch weiterhin auf Fremdpferde angewiesen. Seinen sportlichen Durchbruch hatte er mit MacIntosh, mit dem er an den Deutschen Meisterschaften der Junioren 1995 und 1996 teilnahm. 1997 nahm er an den Deutschen und an den Europameisterschaften der Jungen Reiter teil, hieraufhin bekam er die Möglichkeit, seinen Wehrdienst bei der Sportschule der Bundeswehr in Warendorf abzuleisten. Nach diesem Jahr ging er zunächst zurück nach Gomadingen, wo er seine Ausbildung zum Bankkaufmann abschloss und ein halbes Jahr in diesem Beruf tätig war.
Bereits bei der Bundeswehrsportschule wurde bei ihm den Wunsch geweckt, das Reiten zu seinem Beruf zu machen. Dies setzte er nun um und begann beim DOKR-Bundesleistungszentrum in Warendorf eine Lehre zum Pferdewirt, die er aufgrund seiner guten Leistungen mit der Stensbeck-Plakette abschloss. Im Jahr 2001 ging er zu Elmar Lesch, in dessen Stall in Bavendorf er ein Jahr lang tätig war. Im Jahr 2002 wurde er in die Perspektivgruppe für junge Vielseitigkeitsreiter aufgenommen und zog wieder nach Warendorf.
Hier blieb er bis 2009. In diesem Jahr machte er sich in Sprockhöveler Ortsteil Haßlinghausen selbstständig. Hier betreibt Dirk Schrade, der inzwischen Pferdewirtschaftsmeister ist, einen Ausbildungsstall. Neben der Ausbildung von Pferden bildet er auch Pferdewirte aus und trainiert andere Reiter, so etwa die japanischen Reiter Yoishiaki Oiwa und Kenki Satō. Im November 2017 verließ Schrade Sprockhövel und zog nach Heidmühlen. Hier betreibt er zusammen mit Christian Hess eine Reitanlage.

### Teilnahme an Championaten
Bei den Deutschen Meisterschaften hat Schrade schon mehrfach eine Medaille knapp verpasst, er erreichte in den Jahren 2006, 2010, 2011 und 2012 jeweils den vierten Platz. Bei den Europameisterschaften 2003 und den Weltmeisterschaften 2006 war Schrade Ersatzmann des deutschen Teams, zudem beendete er 2003 in Punchestown seinen Einzelwettbewerb nicht. Aufgrund der Verletzung seines Pferdes konnte er nicht wie erhofft um die Qualifikation für die Olympischen Spiele 2008 kämpfen. Somit wurden die Weltreiterspiele 2010 in Kentucky zum ersten Großereignis außerhalb Europas, an dem er mit seinem Pferd Gadget de la Cere aktiv teilnehmen konnte. Mit Michael Jung, Ingrid Klimke und Andreas Dibowski wurde er Fünfter in der Mannschaftswertung, wobei ein besseres Abschneiden durch einen Sturz Schrades verhindert wurde. Besser verliefen die Europameisterschaften im Vielseitigkeitsreiten 2011 in Luhmühlen. Hinter Jung, Sandra Auffarth und Frank Ostholt belegte er den vierten Rang und verpasste somit nur knapp eine erste internationale Medaille.
Schrade konnte sich bei bedeutenden Reitturnieren mehrfach gut platzieren. 2009 wurde er in der Gesamtwertung der HSBC FEI Classics hinter Oliver Townend Zweiter und gewann das Turnier Étoiles de Pau. Beim CHIO in Aachen gewann er mit Dibowski, Klimke und Bettina Hoy auf King Artus erstmals 2009 die Mannschaftswertung, erneut 2010 mit Jung, Klimke und Dibowski und 2012 mit Auffahrt, Jung und Klimke. In der Einzelwertung wurde er 2010 hinter Andrew Nicholson und Dibowski Dritter.
Bei den Olympischen Sommerspielen 2012 in London startete Schrade mit King Artus. Er gehörte zur siegreichen deutschen Mannschaft. Auch bei den Europameisterschaften 2013 und 2015 sowie bei den Weltreiterspielen 2014 gewann er, jeweils auf Hop and Skip, mit der deutschen Equipe den Titel. In den Einzelwertungen der Europameisterschaften belegte er 2013 den sechsten und 2015 den siebten Rang.
Im Jahr 2016 strebte Schrade mit Hop and Skip die Teilnahme an den Olympischen Spielen an. Da er beim CHIO Aachen jedoch nicht für das Olympiaaufgebot nominiert wurde, verabschiedete er Hop and Skip aus dem Sport.

## Erfolge
Olympische Sommerspiele

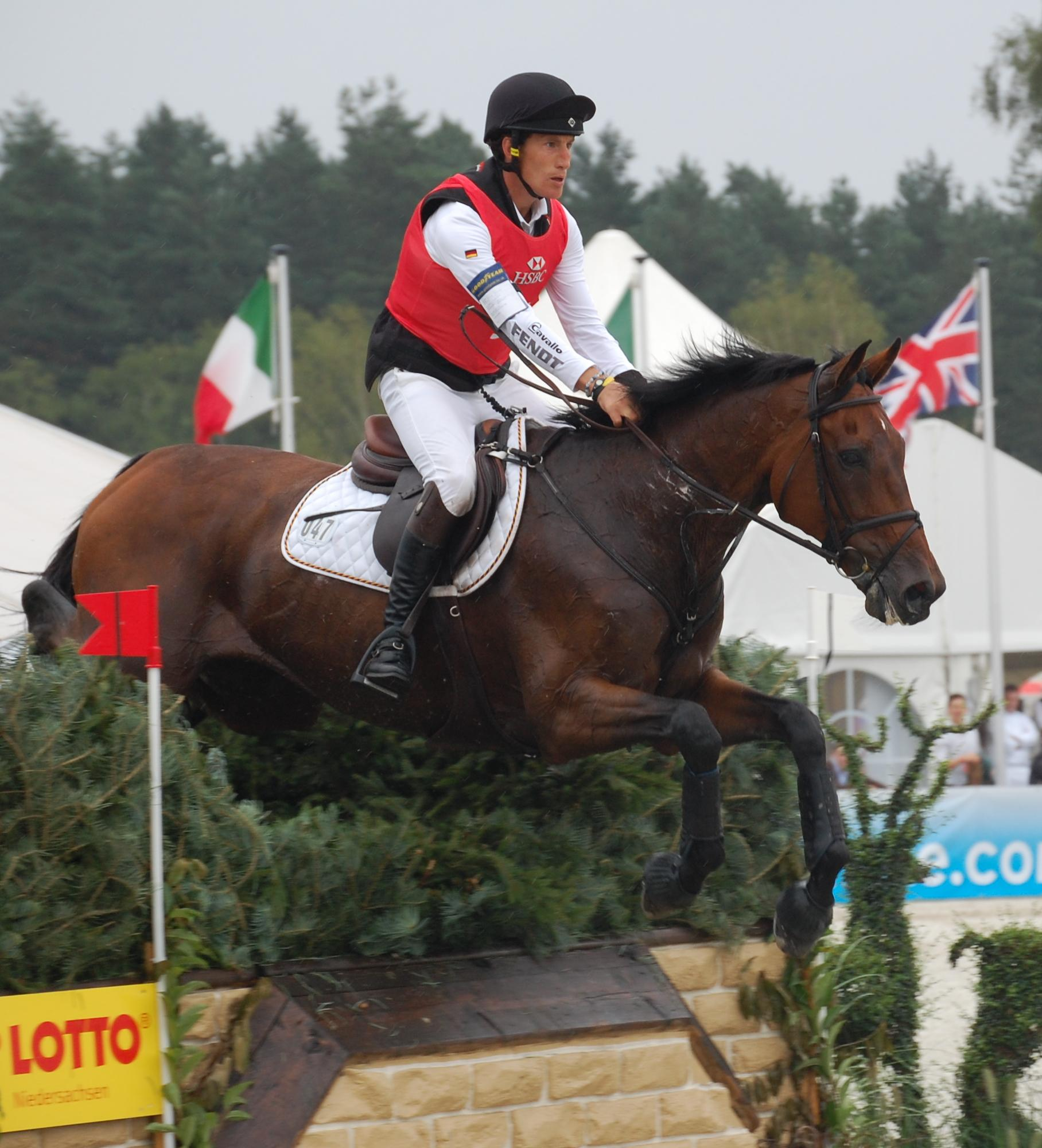
Dirk Schrade mit King Artus bei den Europameisterschaften 2011

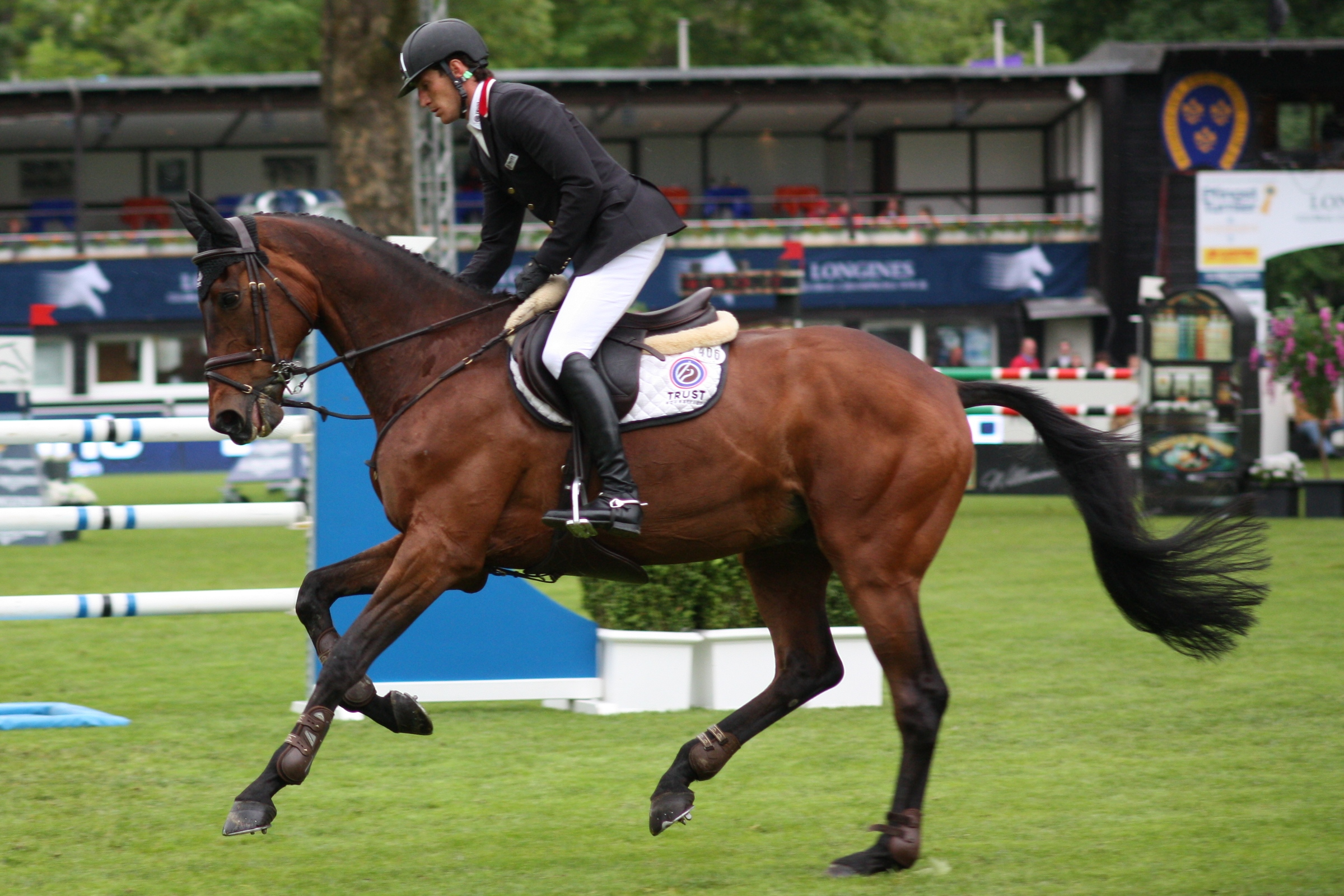
Dirk Schrade mit King Artus beim Internationalen Pfingstturnier Wiesbaden 2013

- 2012, London: mit King Artus Gold in der Mannschaftswertung

Weltreiterspiele
- 2006, Aachen: mit Sindy, Prüfung nicht beendet
- 2010, Lexington KY: Gadget de la Cere 5. Platz in der Mannschaftswertung, Prüfung nicht beendet
- 2014, Normandie: mit Hop and Skip 46. Platz in der Einzelwertung und 1. Platz mit der Mannschaft

Europameisterschaften
- 1997, Pratoni del Vivaro (Junge Reiter): mit MacIntosh 18. Platz in der Einzelwertung
- 2003, Punchestown: mit Ecrin Raiselle, Prüfung nicht beendet
- 2011, Luhmühlen: mit King Artus 4. Platz in der Einzelwertung
- 2013, Malmö: mit Hop and Skip 6. Platz in der Einzelwertung und Gold in der Mannschaftswertung
- 2015, Blair Castle: mit Hop and Skip 7. Platz in der Einzelwertung und Gold in der Mannschaftswertung

Deutsche Meisterschaften (unvollständige Liste)
- 1996, Walldorf (Junioren): 6. Platz mit MacIntosh
- 1997 (Junge Reiter): 13. Platz
- 2006, Schenefeld: 4. Platz mit Sindy
- 2010, Schenefeld: 4. Platz mit Gadget de la Cere
- 2011, Luhmühlen: 4. Platz mit King Artus
- 2012, Luhmühlen: 4. Platz mit King Artus
- 2019, Luhmühlen: 3. Platz mit Unteam de la Cense

weitere Erfolge (in Auswahl)
- 2002: 2. Platz CCIO 2* Kreuth mit Bellaire, zudem mit der deutschen Mannschaft 1. Platz im Mannschaftswettbewerb des CCIO 2* Kreuth
- 2003: 3. Platz im CCIU25 3* Bramham mit Ecrin Raiselle
- 2004: 3. Platz CIC 3*-W Luhmühlen mit Sindy, 3. Platz CIC 3* Pratoni del Vivaro mit Ecrin Raiselle
- 2005: 1. Platz im CIC 2* Bielefeld mit Gadget de la Cere, 1. Platz im CCI 2* Falkenberg mit Gadget de la Cere, 3. Platz im CCI 3* Kreuth mit FRH Dusty Ches
- 2006: 1. Platz im CIC 2* Sahrendorf mit Be My Guest, 1. Platz im CIC 2* Kreuth mit Be My Guest, 2. Platz im CCI 3* Kreuth mit Gadget de la Cere
- 2007: 2. Platz im CCI 4* Luhmühlen mit Gadget de la Cere, 1. Platz im CIC 2* Ede mit Huskey, 1. Platz im CIC 2* Sahrendorf mit Huskey, 2. Platz beim CCI 2*-Testevent für Olympische Spiele/Hongkong mit Grand Amour, 2. Platz im CCI 3* Kreuth mit Huskey; zudem mit der deutschen Mannschaft 3. Platz im Mannschaftswettbewerb des CCI 3* Boekelo mit Admiral von Schneider
- 2008: 2. Platz im CIC 3*-W Strzegom mit Sindy
- 2009: 3. Platz im CCI 4* Luhmühlen mit Gadget de la Cere, 1. Platz im CIC 3* Jardy mit Sindy, 3. Platz im CICO 3* Aachen mit King Artus; 1. Platz im CIC 3* Bonn-Rodderberg mit Gadget de la Cere, 1. Platz CCI 4* Pau mit King Artus; zudem mit der deutschen Mannschaft 1. Platz im Nationenpreis des CICO*** Aachen
- 2010: 1. Platz im CIC 3* Barroca d’Alva mit Gadget de la Cere, 3. Platz im CIC 3*-W Strzegom mit Gadget de la Cere
- 2011: 1. Platz im CIC 2* Kreuth mit King Artus, 1. Platz im CIC 2* Radolfzell mit King Artus, 2. Platz im CIC 3* Houghton Hall mit Hop and Skip, 1. Platz im CIC 2* Strzegom mit Under Suspection
- 2012: 3. Platz im CIC 3* Wiesbaden mit King Artus; zudem mit der deutschen Mannschaft 1. Platz im Nationenpreis des CICO 3* Aachen mit King Artus
- 2013: 2. Platz im CIC 3* Wiesbaden mit King Artus, 1. Platz im CIC 2* Renswoude mit Cisko A, 2. Platz im CIC 3* Luhmühlen mit Hop and Skip, 2. Platz im CIC 2* Fürstenau mit Edino, 1. Platz im CCI 2* Schenefeld mit Lord Lauries
- 2014: 1. Platz mit der Mannschaft und 2. Platz im Einzel im CICO 3* Strzegom mit Hop and Skip, 1. Platz im September-CCI 2* Strzegom mit Boleybawn Prince
- 2015: 3. Platz im CIC 3* Marbach mit Hop and Skip, 1. Platz mit der Mannschaft im CICO 3* Houghton Hall mit Hop and Skip, 1. Platz im CIC 2* Arville mit Mr. Tomtom
- 2016: 3. Platz im CIC 2* Waregem mit Mr. Tomtom
- 2017: 1. Platz im Oktober-CCI 2* Strzegom mit Unteam de la Cense
- 2018: 2. Platz im April-CIC 2* Sopot mit Unteam de la Cense, 1. Platz mit der deutschen Mannschaft im CICO 3* Houghton Hall mit Unteam de la Cense

## Pferde

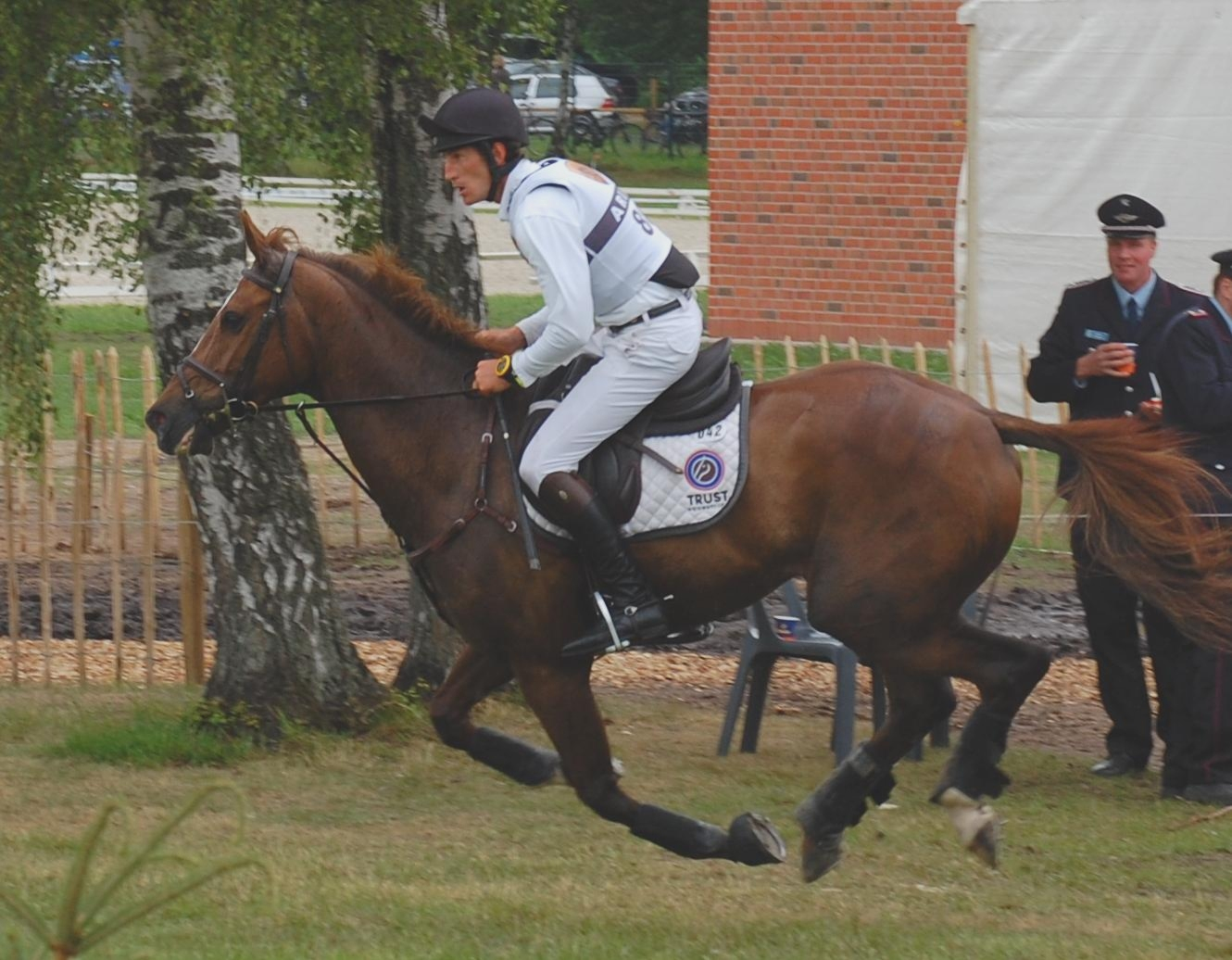
Dirk Schrade mit Hop and Skip, CCI 4* Luhmühlen 2011

### Aktuelle
- Cylon 7 (* 2020), brauner Holsteiner Wallach, Vater: Cyrkon xx, Muttervater: Cascadello
- Nadal d'esquelmes (* 2019),  dunkelbrauner BWP-Wallach, Vater: Diamant de Semilly, Muttervater: Chin Chin
- Castias (* 2018), dunkelbrauner Holsteiner Wallach, Vater: Castelan 3, Muttervater: Cascadello
- Crossfighter (* 2020), Holsteiner Schimmelhengst, Vater: Cascadello, Muttervater: Landos
- Kate 31 (* 2019), Oldenburger Springpferd braune Stute, Vater: Kasanova de la Pomme, Muttervater: Cassini I

### Ehemalige Erfolgspferde
- Ecrin Raiselle (* 1992; † 2012), Selle Français-Fuchswallach, Vater: Cyborg, Muttervater: Illustrator, zuletzt 2009 von Tabea Johanna Henze im internationalen Sport eingesetzt[10]
- Sindy 43 (* 1994), Württemberger Fuchsstute, Vater: Stan the Man xx, Muttervater: Tassilo; zuletzt 2009 im internationalen Sport eingesetzt[11]
- Gadget de la Cere AA (* 1994), Anglo-Araber brauner Wallach, Vater: Athos de Ceran, Muttervater: Samuel; zuletzt 2011 im internationalen Sport eingesetzt[12]
- Admiral von Schneider (* 1995), dunkelbrauner Holsteiner Wallach, Vater: Sir Shostakovich xx, Muttervater: Calypso II; bis 2006 von Imre Tóth und Marina Köhncke geritten, wurde seit 2009 von Jarno Debusschere geritten[13]
- King Artus (* 1996; † 2013), brauner Holsteiner Wallach, Vater: King Milford xx, Muttervater: Lorenz; bis 2007 von Peter Thomsen geritten[14]
- Huskey (* 1997; † 2023), brauner ISH-Wallach, Vater: Horos xx, Muttervater: Touch Stone; zuletzt 2008 im internationalen Sport eingesetzt[15]
- Be My Guest (* 1998), Sachse braune Stute, Vater: Baba Karam xx, Muttervater: Antrieb xx; wurde ab Mitte 2010 von Clayton Fredericks geritten[16]
- Hop and Skip (* 1999; † 2022), Britisches Sportpferd Fuchswallach, Vater: Skippy II; zuvor von Christopher Brodie, Stephen Way und Kenki Satō geritten[17]

## Auszeichnungen
Im November 2012 wurde ihm zusammen mit 163 weiteren Sportler das Silberne Lorbeerblatt verliehen.